# Dávid Mária Kiss

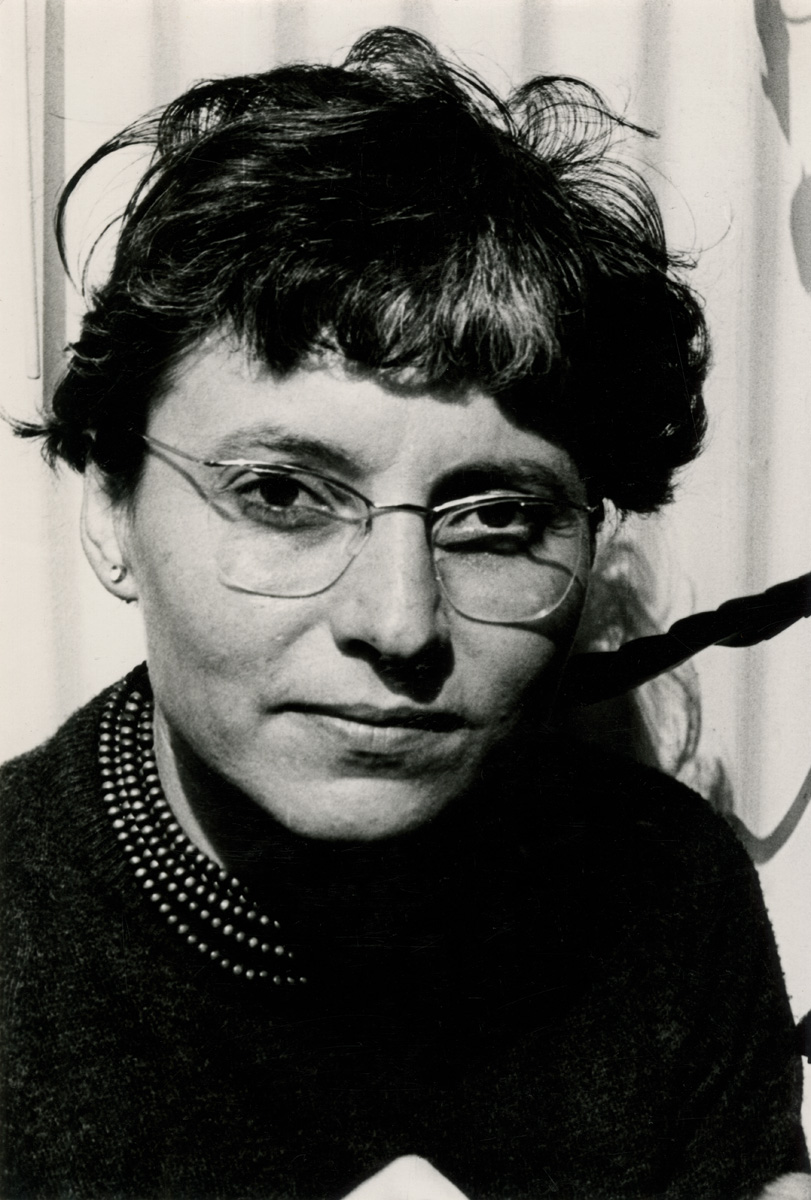
Porträt Dávid Mária Kiss

Dávid Mária Kiss (bürgerlicher Name: Mária Jászai; * 4. Februar 1930 in Stuhlweißenburg; † 20. Mai 2002 in Münster) war eine ungarische bildende Künstlerin und Grafikerin.

## Leben
Dávid Mária Kiss wurde in Stuhlweißenburg (heute: Székesfehérvár), als Mária Kiss geboren. Dort machte sie eine Ausbildung zur Lehrerin und arbeitete u. a. als Bibliothekarin (1946/1956). In Stuhlweißenburg und Budapest entstanden in den Jahren 1948 bis 1950 die ersten Aufmerksamkeit erregenden Bleistiftzeichnungen. Im Jahr des Ungarischen Volksaufstands, 1956, floh sie in den Westen. Sie studierte von 1956 bis 1963 an der Akademie der Bildenden Künste München und war Meisterschülerin von Charles Crodel. In den Jahren 1959 bis 1965 war sie regelmäßig an der jährlichen „Großen Kunstausstellung“ im Haus der Kunst in München beteiligt. 1959 heiratete sie Géza Jászai.
Ihren Namen Dávid Mária Kiss legte sich die Künstlerin bewusst in einer Veränderung des eigenen weiblichen Namens mit dem Vornamen ihres Sohnes und ihrem Geburtsnamen (Kiss) Anfang der 1970er Jahre zu. Der mühsame Kampf um die künstlerische Anerkennung hatte sie dazu bewogen, und mit dem männlichen Künstlernamen öffneten sich wirklich nun zuvor verschlossene Türen, Aufmerksamkeit und der Erfolg stellten sich ein.
1969 folgte sie ihrem Mann nach Freiburg im Breisgau, sowie 1971 nach Köln. 1973 zog das Paar nach Münster. Dort lebte und arbeitete Dávid Mária Kiss nahezu dreißig Jahre lang, sie starb am 20. Mai 2002 in Münster.

## Werk

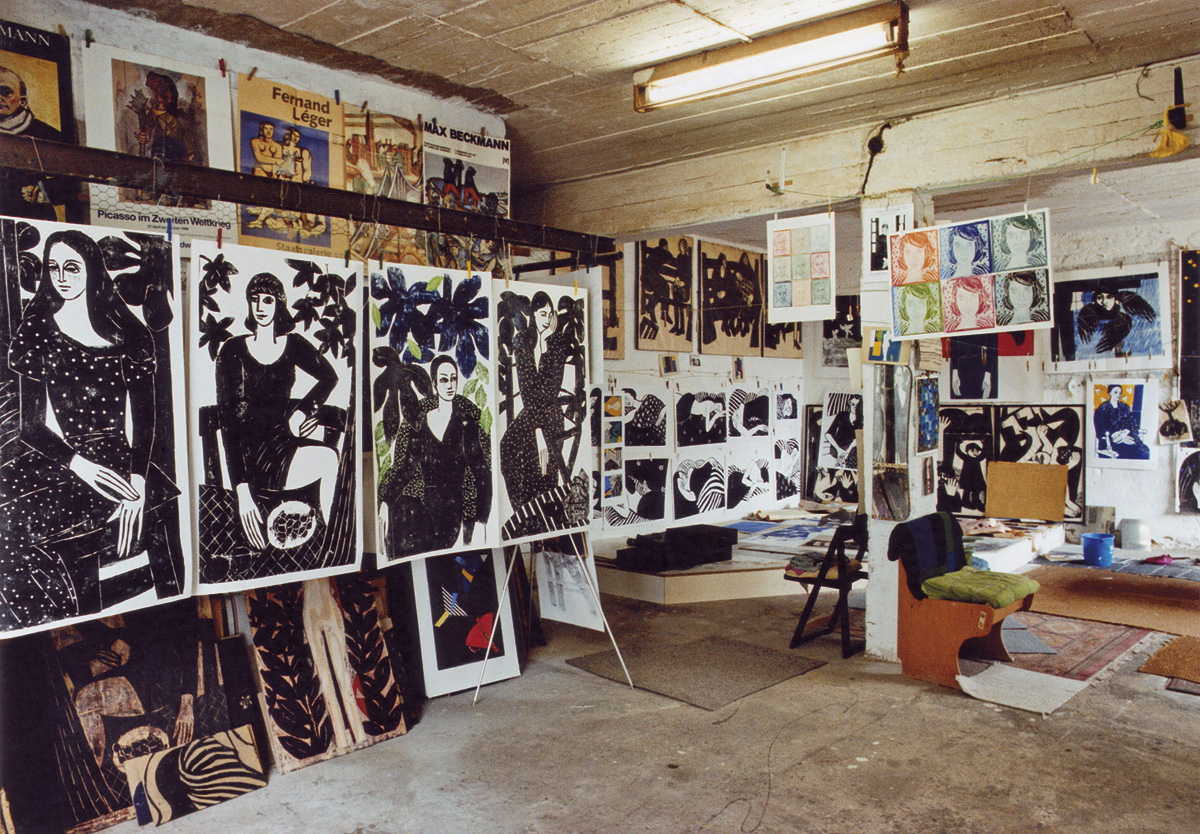
Atelier Dávid Mária Kiss im Mai 2002

Kiss widmete sich anfangs der Malerei und in den grafischen Künsten der Zeichnung, der Lithografie und der Radierung. Doch bald bestimmte der Holzschnitt ihr künstlerisches Schaffen. In den späten 1950er Jahren beeindruckten Kiss besonders die Arbeiten der Künstlergruppe Brücke. Ihr Lehrer an der Münchener Akademie Charles Crodel, ein Matisse-Schüler, vermittelte ihr die dekorative Kraft von Henri Matisse. Die Künstler der Figurativen Malerei – Vincent van Gogh, Max Beckmann, Oskar Kokoschka und Pablo Picasso – schätzte sie besonders.
Die Staatliche Graphische Sammlung München erwarb 1962 ihren großen mehrfarbigen Holzschnitt „Kreis“. 1963 entstand ihr erstes Triptychon „Gegensätze“, das im Haus der Kunst in München ausgestellt wurde; ebenso das Triptychon „Traum der Unruhigen“, 1964. Im Jahr 1965 war das Triptychon „Auschwitz“ fertig gestellt.
In allen Bereichen der Grafik hat Dávid Mária Kiss Werke mit einem ruhigen poetischen Klang geschaffen u. a. Landschaften, Stillleben und Tiermotive. Das Bild des Menschen ist der zentrale Kern ihres künstlerischen Werks. Porträts und Selbstbildnisse haben einen wichtigen Anteil. Die besondere Kraft des künstlerischen Ausdrucks beruht auf einer gelungenen Reduktion und Konzentration der Darstellungen. Jede bildnerische Form ist ein zeichenhafter Ausdrucksträger, die Holzmaserung ist als Ausdrucksebene in den Holzschnitten meisterlich mit einbezogen.

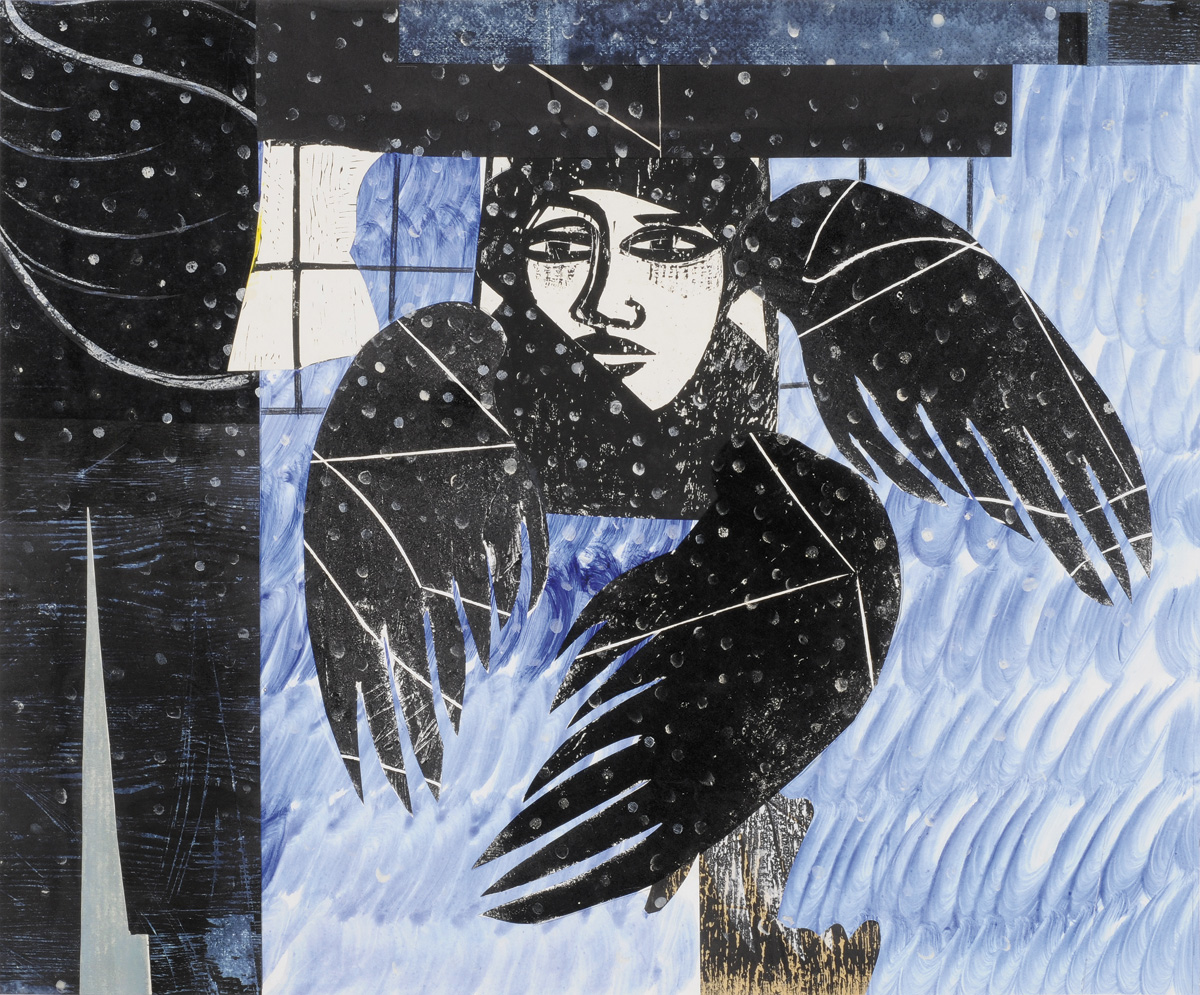
Selbstbildnis mit gebrochenen Flügeln, Holzschnitt von Dávid Mária Kiss, Reiberdruck, gemalt, collagiert, um 2000, Nachlass Dávid Mária Kiss

1989 entstand der „Kreuzweg“, der die vierzehn Leidensstationen des letzten Weges Jesu in vierzehn schwarz/weißen Holzschnitten in großen Szenen ins Bild setzt. Die Künstlerin vergegenwärtigt darin das Leid des Menschen heute, die Erfahrung von Unrecht und Hinwendung. Die sozialen Probleme der Gegenwart beschäftigten die Künstlerin und finden sich im Werk wieder.
Das Bild der Frau, die weibliche Gestalt, begegnet dem Betrachter im Werk von Kiss am häufigsten. In der Wahl einer Frau als Hauptmotiv setzte sich die Künstlerin bewusst mit allen Fragen und Problemen der Frau, wie auch der Künstlerin an sich, auseinander. Das „Selbstbildnis mit gebrochenen Flügeln“ aus den letzten Lebensjahren nimmt das Selbstporträt der Künstlerin aus frühen Jahren wieder auf. Das Atelier von Dávid Mária Kiss umfasste im Jahr 2002 über 1200 grafische Arbeiten, dazu über 2300 Zeichnungen in 27 Skizzenbüchern.

### Drucktechnik
Der großformatige Holzschnitt wurde zu ihrem Arbeitsgebiet, sie war eine Meisterin des schwarz/weißen Holzschnitts. Später kam die Farbe in ihr Holzschnittwerk zurück. Kiss arbeitete in einem zeitaufwändigen Handdruckverfahren, dem Reiberdruck. Es entstanden immer nur sehr wenige Abzüge vom Druckstock, die in jedem Blatt ein Unikat sind. Dieses unmittelbare grafische Druckverfahren erweiterte die Künstlerin in späteren Jahren um collageartige Elemente in ihren Drucken. Auch ihre großformatigen Linolschnitte zog sie im mehrfarbigen Handabzug ab.

## Einzelausstellungen
- 2013 „Dávid Mária Kiss - Frauenbilder“,[8]
- Seit 2011 Ausstellung des „Kreuzweg“ in der St. Elisabeth-Kirche Salzburg
- 2010 Galerie Frye & Sohn, Münster
- 2005 Galerie Frye & Sohn, Münster
- 2000 Kunstverein Sentmaring, Münster
- 1998 Galerie Wienhausen, Münster
- 1993 „Kreuzweg“, im Kreuzgang des Doms Münster
- 1992 Bischöfliches Priesterseminar, Münster
- 1991 Galerie der Stadtsparkasse Münster
- 1981 Museum Abtei Liesborn
- 1980 Elefanten Press Galerie, Münster
- 1979 „Collagen“, Studiogalerie des Westfälischen Landesmuseum für Kunst und Kulturgeschichte Münster
- 1971 Galerie Daberkow, Frankfurt a. Main
- 1966 Gordon’s Fifth Avenue Gallery, New York; und Goldfarb Library, Boston

## Werke in Museen
70 Blätter aus dem Nachlass von Dávid Mária Kiss hat das Stadtmuseum Münster erhalten. Werke der Künstlerin befinden sich in öffentlichen Sammlungen u. a. in der Staatlichen Graphischen Sammlung München, bei der Stadt Frankfurt am Main, im Jüdischen Museum Berlin, im Stadtmuseum Nienburg/Weser, im Christlichen Museum Gran/Esztergom. Auch in der Graphothek Berlin ist ein Werk von ihr auszuleihen.